# Alnus hanedae
Alnus hanedae là một loài thực vật có hoa trong họ Betulaceae. Loài này được Suyinata mô tả khoa học đầu tiên năm 1961.